# Radio over fiber
Radijski signal preko optičnega vlakna (angl. Radio over Fiber – RoF)
Tehnologija prenosa radijskega signala preko optičnega vlakna (RoF) uporablja modulacijo svetlobe z radijskim signalom za prenos po optičnem vlaknu. Uporablja se lahko za namene prenosa različnih signalov: televizijskega, satelitskega, sinhronizacijskega,..
RoF izkorišča prednosti optičnega vlakna, kot so nizko slabljenje in širokopasovnost za prenos signala radijskih frekvenc, mikrovalov ali milimetrskih valov. Tehnika RoF je zelo perspektivna v 5G mobilnih omrežij in WiFi omrežij, kjer omogoča zlivanje fiksnih in mobilnih omrežij.
S pomočjo tehnologije RoF je mogoče izdelati tudi vrsto zanimivih elektro-optičnih naprav, ki izkoriščajo prednosti radijskega in optičnega frekvenčnega področja. To so opto-elektronski oscilatorji,..